# La Menteuse (téléfilm)
La Menteuse (The Girl He Met Online) est un téléfilm dramatique psychologique américain produit et réalisé par Curtis Crawford, diffusé en 2014.

## Synopsis
Ayant déjà été condamnée à verser dommages et intérêts à son ancien petit-ami qu’elle a agressé, Gillian Casey, une jeune femme d'une vingtaine d’années apprend que son dernier compagnon souhaite rompre avec elle : au profit de son absence, elle se rend chez lui pour récupérer ses affaires et, folle de rage, dévaste toute la maison de luxe. Malgré sa situation financière, et le fait qu’elle travaille dans une clinique, elle retourne sans joie chez sa mère adoptive qu’elle déteste depuis son adolescence. Un jour, à son travail, elle découvre sur internet un bel homme avec un avenir prometteur qu’elle compte bien rencontrer…

## Fiche technique
- Titre original : The Girl He Met Online
- Titre français : La Menteuse
- Réalisation : Curtis Crawford
- Scénario : David DeCrane
- Direction artistique : Csaba András Kertész
- Décors : Mauricio Ortiz
- Costumes : Andy Tait
- Photographie : Bill St. John
- Montage : Jordan Jensen
- Musique : Richard Bowers
- Production : Curtis Crawford et Stefan Wodoslawsky
- Société de production : Lance Entertainment, NB Thrilling Films 2 et Reel One Films 5
- Société de distribution : Lifetime Television
- Pays d’origine :  Canada
- Langue originale : anglais
- Format : couleur
- Genre : drame psychologique
- Durée : 83 minutes
- Dates de diffusion :
  - États-Unis : 8 février 2014 sur Lifetime
  - France : 8 septembre 2014 sur TF1

## Distribution
- Yvonne Zima (VF : Olivia Luccioni) : Gillian Casey
- Shawn Roberts (VF : Stéphane Pouplard) : Andy Collins
- Mary-Margaret Humes (VF : Caroline Beaune) : Agatha Casey
- Gary Hudson (en) (VF : Jean-Louis Faure) : Harris Kohling
- Tara Spencer-Nairn (en) (VF : Magali Barney) : Bethanny Casey
- Jon McLaren (en) : Benny
- Samantha Madely : Heather Collins

Version française (VF) selon le carton de doublage.

## Accueil
Le téléfilm a été vu par 2,006 millions de téléspectateurs lors de sa première diffusion.